# Павлик, Василий Остапович
Василий Остапович Павлик (укр. Павлик Василь Остапович; 11 сентября 1938, Цаповцы — 6 апреля 2016, Ивано-Франковск) — украинский государственный деятель. Председатель исполнительного комитета Ивано-Франковского областного совета народных депутатов (1990—1991). Представитель Президента Украины в Ивано-Франковской области (1992—1995). Кандидат экономических наук (1990), доцент (1993).

## Биография
В 1956—1961 годах — студент лесо-инженерного факультета Львовского лесотехнического института. В 1961 году окончил Львовский лесотехнический институт и получил квалификацию «инженер-технолог».
С сентября 1961 работал сменным мастером, инженером-технологом, начальником отдела труда и заработной платы, начальником производственно-технического отдела Прикарпатского мебельного комбината Станиславской (Ивано-Франковской) области. Член КПСС.
В 1963—1967 годах — студент факультета промышленной электроники Киевского политехнического института. В 1967 году без отрыва от производства окончил Киевский политехнический институт и получил квалификацию «инженер электронной техники».
В 1973 — ноябре 1988 года — начальник производственно-технического отдела по мебели, заместитель генерального директора, главный инженер производственного лесозаготовительного объединения «Прикарпатлес» Ивано-Франковской области.
В ноябре 1988 — апреле 1990 года — директор Ивано-Франковской мебельной фабрики имени Богдана Хмельницкого.
В 1990 году защитил кандидатскую диссертацию «Эффективность развития лесопромышленного комплекса в условиях интенсификации».
В апреле — октябре 1990 года — 1-й заместитель председателя исполнительного комитета Ивано-Франковского областного совета народных депутатов.
17 октября 1990 — январе 1991 года — председатель исполнительного комитета Ивано-Франковского областного совета народных депутатов. В январе 1991 — марте 1992 года — 1-й заместитель председателя исполнительного комитета Ивано-Франковского областного совета народных депутатов.
20 марта 1992 — 27 февраля 1995 — Представитель Президента Украины в Ивано-Франковской области.
В мае 1995 — сентябре 1997 года — научный консультант Ивано-Франковского филиала АСК «Днестр».
С сентября 1997 года — генеральный директор областного дочернего предприятия «Ивано-Франковсктурист». В 2002 — июне 2004 года — председатель правления ЗАО «Ивано-Франковсктурист».
Потом — на пенсии.

## Награды
- орден Дружбы народов (1981)
- орден Трудового Красного Знамени (1986)
- почетный работник туризма Украины (2003)